# Xian de Huaning
Le xian de Huaning (华宁县 ; pinyin : Huáníng Xiàn) est un district administratif de la province du Yunnan en Chine. Il est placé sous la juridiction de la ville-préfecture de Yuxi.

## Démographie
La population du district était de 194 897 habitants en 1999.